# Tom Henning Hovi
Tom Henning Hovi (* 15. ledna 1972, Gjøvik, Norsko) je bývalý norský fotbalový obránce. Kariéru ukončil v roce 2006. Mimo Norska hrál fotbal na klubové úrovni v Anglii.

## Klubová kariéra
Na klubové úrovni hrál v Norsku v klubech Hamarkameratene (HamKam), Skeid Fotball a Vålerenga IF. Z HamKam hostoval v roce 1995 v anglickém Charltonu Athletic.